# Moorwald

Verbreitung der Moore auf der Erde

Ein Moorwald ist ein Wald auf Standorten mit wassergesättigtem Boden, mit Auflage von Torfschichten. Moorwälder der gemäßigten Klimazone stocken auf mehr oder weniger sauren, meist nährstoffarmen, Standorten an der Nässegrenze des Waldes. Ähnlich und oft benachbart zu Moorwäldern sind die Bruchwälder, die genauso stark vernässt, aber nährstoffreicher und insbesondere reicher an Stickstoff sind: Das C/N-Verhältnis im Moorwald liegt bei 21 bis 26, im Bruchwald dagegen bei 12 bis 16, womit es für das Wachstum der meisten Pflanzenarten günstiger als im Moorwald ist. In Mitteleuropa werden Moorwälder meist von Waldkiefer oder Moorbirke, in den Alpen und im Alpenvorland auch von Spirke oder Fichte, beherrscht, während in Bruchwäldern meist die Schwarzerle dominiert. Gelegentlich werden allerdings die Birken- und Kiefern-Moorwälder auch als Birken- bzw. Kiefernbruch bezeichnet.
Moorwälder stehen oft in Kontakt zu den baumfeindlichen offenen Hochmooren. Sie wachsen etwa auf teilentwässerten Mooren. Daneben dominieren sie auch in natürlichen, ungestörten Mooren in Gebieten mit kontinentalem Klima oder an den trockeneren Randgehängen lebender, aufgewölbter Moorkörper.
Moorwälder sind als LRT 91D0* ein prioritär geschützter Lebensraumtyp nach der FFH-Richtlinie der Europäischen Union.
Völlig andersartige Moorwälder sind die tropischen Waldmoore.

## Standorte und Verbreitung

### Moorwälder in Mitteleuropa

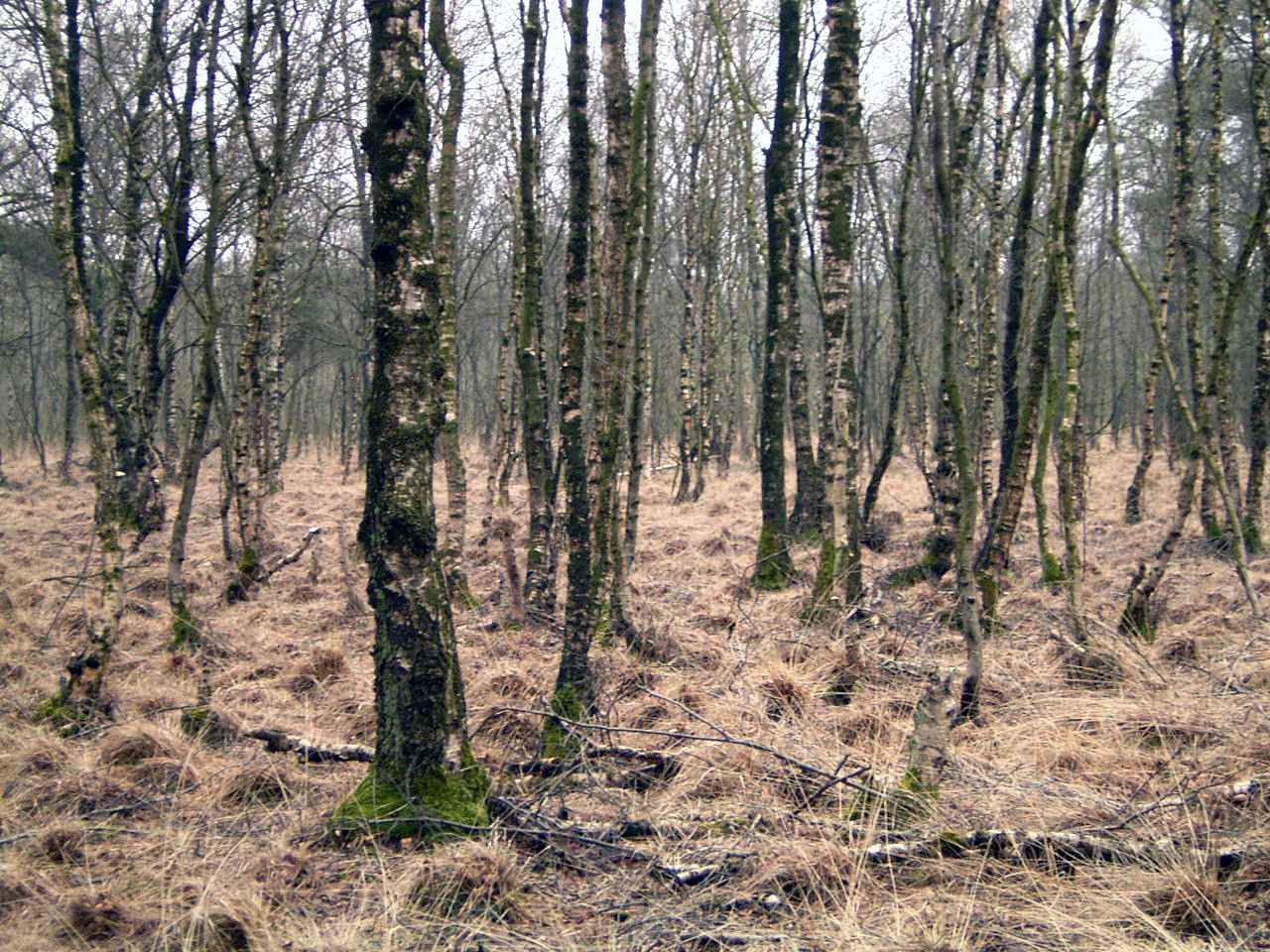
Moorbirkenwald auf entwässertem Hochmoor. In der Krautschicht mit Scheiden-Wollgras (Eriophorum vaginatum), Torfmoosen und Pfeifengras (Molinia cearulea).

Moorwälder wachsen auf Torfen kontinentaler Hochmoorkomplexe, auf den Randgehängen und an den Rändern der Laggs von Hochmooren weniger kontinentaler Gebiete sowie an den Rändern dystropher Gewässer. Weitere Wuchsorte sind entwässerte, nicht mehr wachsende Hochmoore (sekundäre Wälder). Neben Moorböden werden auch sehr nasse, anmoorige, mineralische Nassböden und nährstoffreichere Niedermoore besiedelt. Moorwälder dieser Standorte bilden abhängig von der Nährstoffversorgung auf sauren Standorten oft nur lichte Baumschichten aus. Auf sehr sauren Standorten (zentrale Hochmoorflächen) können sich lediglich Moorgehölze mit meist eingeschränkter Wuchskraft entwickeln. Bei zunehmend günstigerer Nährstoffversorgung der Standorte nehmen diese Gehölze einen Waldcharakter an. Die Krautschicht ist vielfach durch die Dominanz von Torfmoosen (Sphagnum) und Zwergsträuchern (Vaccinium) gekennzeichnet.
- Rauschbeeren-Waldkiefern-Moorwald (Vaccinio uliginosi-Pinetum sylvestris): Es sind natürliche, lichte Moorwälder mit spärlicher Baumschicht aus Waldkiefern (Pinus sylvestris) und Moorbirken (Betula pubescens).
- Karpatenbirken-Bruchwald (Betuletum carpaticae): Lichter Birken-Moorwald mit Karpatenbirken (Betula pubescens ssp. carpatica, eine Unterart der Moor-Birke) an den Rändern quelliger Hoch- und Zwischenmoore in den montanen Lagen der Mittelgebirge.
- Birkenbruchwald (Betuletum pubescentis): Lichter Birkenbruchwald, Birken-Moorwald mit Moorbirke auf nährstoffarmen Torfböden am Rande von Hoch- und Zwischenmooren sowie dystrophen Gewässern im nass-oligotrophen Bereich.

### Moorwälder in Nordamerika

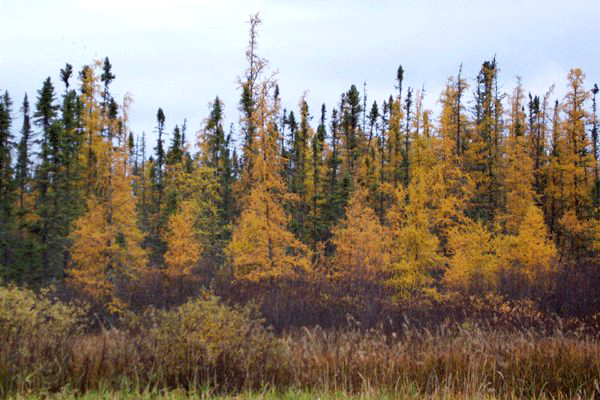
Moorwald mit Schwarz-Fichte (Picea mariana) und Larix laricina in Minnesota

In der borealen Zone Nordamerikas sind Moorwälder mit Schwarz-Fichte Picea mariana und Larix laricina sowie Abendländischem Lebensbaum (Thuja occidentalis) entwickelt. Im Süden und Südosten der Vereinigten Staaten existieren Sumpfmoore und Moorwälder, die sich aus der Sumpfzypresse (Taxodium distichum) und dem Tupelobaum (Nyssa aquatica) zusammensetzen. Bekanntestes Beispiel sind die Everglades im Süden der USA. Es sind Überflutungsmoore in Fußtälern und Küstenbereich oder durch Zulaufwasser gespeiste Versumpfungsmoore.